# Czarnowo Średnie
Czarnowo Średnie (deutsch Mittel Jodupp) war ein Weiler in der polnischen Woiwodschaft Ermland-Masuren, der zur Stadt- und Landgemeinde Gołdap im Powiat Gołdapski (Kreis Goldap) gehörte.

## Geographische Lage
Czarnowo Średnie lag zehn Kilometer nordöstlich der Kreisstadt Gołdap im Südwesten der Rominter Heide und war über eine Nebenstraße von Pluszkiejmy (Plautzkehmen) an der Woiwodschaftsstraße DW 651 aus zu erreichen. 

## Geschichte
Das kleine einst Mittel Jodupp genannte Dorf mit einer Försterei wurde 1874 in den neu errichteten Amtsbezirk Gehlweiden eingegliedert. Er bestand bis 1945 und gehörte zum Kreis Goldap im Regierungsbezirk Gumbinnen der preußischen Provinz Ostpreußen. Mittel Jodupp zählte 1910 insgesamt 136 Einwohner.
Am 30. September 1929 schlossen sich die Landgemeinden Groß Jodupp (Czarnowo Wielkie) und Mittel Jodupp mit Teilen des Gutsbezirks Jagdhaus Rominten (ab 1946 Raduschnoje, heute im russischen Staatsgebiet gelegen) zur neuen Landgemeinde Jodupp (ab 1938 Holzeck) zusammen. Der Ort Mittel Jodupp wurde 1938 in Mittelholzeck umbenannt. 1945 kam er in Kriegsfolge mit dem gesamten südlichen Ostpreußen zu Polen und erhielt die Bezeichnung Czarnowo Średnie. Der Ort existiert heute nicht mehr.

## Religionen
Die kirchliche Zugehörigkeit Mittel Jodupps bestimmte die mehrheitlich evangelische Bevölkerung, indem das Dorf vor 1945 in das Kirchspiel Goldap innerhalb der Kirchenprovinz Ostpreußen der Evangelischen Kirche der Altpreußischen Union eingepfarrt war. Auch die katholischen Kirchenglieder waren nach Goldap hin orientiert. Dieser Zustand änderte sich nach 1945 für die Bürger Czarnowo Średnies nicht.

## Söhne und Töchter des Ortes
- Fritz Bernotat (1890–1951), SS-Standartenführer, Landesrat